# Suiza en los Juegos Olímpicos de Montreal 1976
Suiza estuvo representada en los Juegos Olímpicos de Montreal 1976 por un total de 50 deportistas que compitieron en 12 deportes.  
El portador de la bandera en la ceremonia de apertura fue el esgrimista Christian Kauter.

## Medallistas
El equipo olímpico suizo obtuvo las siguientes medallas:
| Nombre                                                                              | Deporte | Competición       |
| ----------------------------------------------------------------------------------- | ------- | ----------------- |
| Oro                                                                                 |         |                   |
| Christine Stückelberger (Granat)                                                    | Hípica  | Doma ind.         |
| Plata                                                                               |         |                   |
| Christine Stückelberger (Granat) Ulrich Lehmann (Widin) Doris Ramseier (Roch)       | Hípica  | Doma por eqs.     |
| Bronce                                                                              |         |                   |
| Jean-Blaise Evéquoz Christian Kauter Michel Poffet Daniel Giger François Suchanecki | Esgrima | Espada por eqs. M |
| Jürg Röthlisberger                                                                  | Judo    | –93 kg M          |